# Kanakanabu
Le kanakanabu (autonyme kanakanavu) est une langue austronésienne parlée à Taïwan. C'est une des langues de la sous-branche tsouique des langues formosanes.
La langue est quasiment éteinte et n'est plus parlée que par quelques-uns des 250 Kanakanabu.

## Écriture
| a | c | e | f | h | i | k | m | n | ng |
| o | p | r | s | t | u | ʉ | v | ’ |    |

## Phonologie
Les tableaux présentent les phonèmes du kanakanabu.

### Voyelles
|         | Antérieure | Centrale | Postérieure |
| ------- | ---------- | -------- | ----------- |
| Fermée  | i [i]      | ʉ [ʉ]    | u [u]       |
| moyenne |            | ə [ə]    |             |
| Ouverte |            | a [a]    |             |

### Consonnes
|            |            | Bilabiale | Dentale | Latérale | Palatale | Vélaire | Glottale |
| ---------- | ---------- | --------- | ------- | -------- | -------- | ------- | -------- |
| Occlusives | Occlusives | p [p]     | t [t]   |          |          | k [k]   | ʔ [ʔ]    |
| Fricatives | Fricatives | v [v]     |         |          | s [s]    |         |          |
| Affriquées | Affriquées |           |         |          | ʦ [ts]   |         |          |
| Nasales    | Nasales    | m [m]     | n [n]   |          |          | ŋ [ŋ]   |          |
| Liquides   | Liquides   |           | r [r]   | l [l]    |          |         |          |

## Sources
- (zh) Chén Kāng, Taiwan Gaoshanzu Yuyan, Zhongguo Minzu Xuéyuàn Chubanshe, 1992.
- (en) Ilka Wild, Voice and transitivity in Kanakanavu (thèse), Universität Erfurt, 2018 (présentation en ligne, lire en ligne)